# Shine-Dalgarno-sekvensen
Shine-Dalgarno-sekvensen, som først blev beskrevet af de australske forskere John Shine and Lynn Dalgarno er et ribosomalt bindingssted i mRNA, beliggende 16 nukleotider ovenfor startcodon-AUG. Shine-Dalgarno-sekvensen findes kun i prokaryote celler. Den konserverede seks base sekvens er 5´-AGGAGG og den hjælper ribosomet med at binde mRNA og starte proteinsyntesen.